# Canard à bosse
Sarkidiornis melanotos
Espèce
Statut de conservation UICN

 LC  : Préoccupation mineure
Statut CITES
Le Canard à bosse (Sarkidiornis melanotos), aussi appelé Sarcidiorne à bosse, Canard-à-bosse bronzé ou encore Canard casqué, est une espèce de canards de la famille des Anatidés apparenté aux tadornes.

## Description

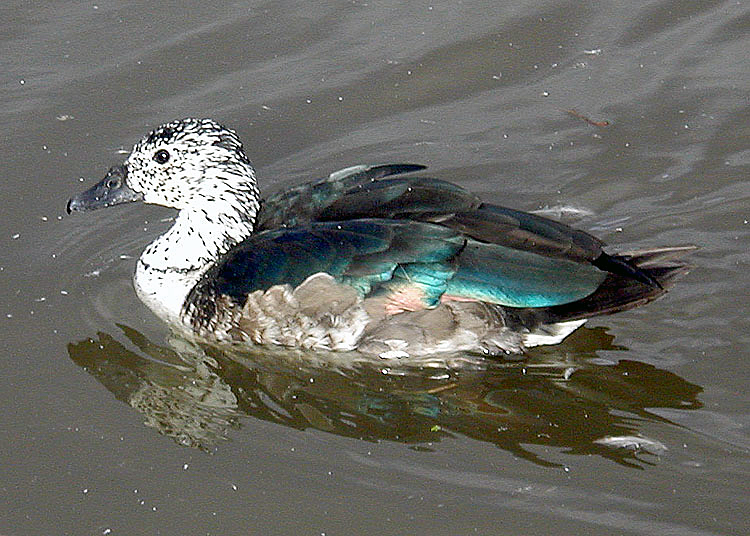
Une femelle.

Ce gros canard mesure entre 56 et 76 cm, la tête et le haut du cou sont blancs pointillés de noir, le bas du cou et le ventre sont blancs, les flancs sont gris ou noirs selon les sous-espèces et le dessus du corps est noir avec des reflets bleus, verts et bronze.
Le mâle a en outre une caroncule noire sur le bec.

## Habitat
Cette espèce exclusivement présente dans l'hémisphère oriental vit en Afrique subsaharienne et australe y compris Madagascar, ainsi qu'en Inde et en Asie du Sud-Est.
Le Canard à bosse est un oiseau des lacs et des marais des régions faiblement boisées. Il migre sur des distances longue mais reste en zone tropicale.

## Biologie
C'est une espèce sociable qui vit en groupes d'une trentaine d'oiseaux. La reproduction a lieu pendant la saison des pluies, les mâles s'accouplent parfois avec plusieurs femelles.
Le nid est généralement placé dans un trou d'arbre.
Cette espèce se nourrit en broutant ou en barbotant, le Canard à bosse se perche fréquemment dans les arbres.

## Populations
La population est comprise entre 190 000 et 730 000 individus, l'espèce n'est pas menacée.

## Référence
- (en) Congrès ornithologique international : Sarkidiornis melanotos dans l'ordre Anseriformes (consulté le 17 mai 2015)
- (en) Animal Diversity Web : Sarkidiornis melanotos/pictures (consulté le 29 août 2013)
- (fr + en)  Avibase : Sarkidiornis melanotos (+ répartition) (consulté le 29 août 2013)
- (en) Catalogue of Life : Sarkidiornis melanotos (Pennant, 1769) (consulté le 15 décembre 2020)
- (en) CITES : Sarkidiornis melanotos (Pennant, 1769)  (+ répartition sur Species+) (consulté le 17 mai 2015)
- (fr) CITES : taxon  Sarkidiornis melanotos (sur le site du ministère français de l'Écologie) (consulté le 17 mai 2015)
- (en) NCBI : Sarkidiornis melanotos (taxons inclus) (consulté le 29 août 2013)
- (fr) Oiseaux.net : Sarkidiornis melanotos (+ répartition) (consulté le 29 août 2013)
- (en) Tree of Life Web Project : Sarkidiornis melanotos (consulté le 29 août 2013)
- (en) UICN : espèce Sarkidiornis melanotos (Pennant, 1769) (consulté le 17 mai 2015)
- (en) Zoonomen Nomenclature Resource (Alan P. Peterson) : Sarkidiornis melanotos  dans Anseriformes (consulté le 29 août 2013)